# Warhammer 40.000: Dawn of War: Soulstorm
Warhammer 40.000: Dawn of War - Soulstorm (En españolWarhammer 40.000: Dawn of War - Tormenta de Almas) es un videojuego perteneciente al género de estrategia en tiempo real, es la tercera expansión del videojuego Warhammer 40.000: Dawn of War, desarrollada por Iron Lore Entertainment. Al igual que sus predecesores, Soulstorm se basa en el juego de mesa de guerra de Warhammer 40.000 de Games Workshop, e introduce una multitud de nuevas características a la serie de Dawn of War, incluyendo dos nuevas facciones jugables en forma de las imperiales, las hermanas de batalla y los Eldar Oscuros. Es un videojuego independiente y no necesita del disco Dawn of War original. Pero los jugadores deben tener los juegos anteriores instalados y las teclas de CD válidas para jugar como cualquier cosa excepto las dos nuevas facciones en línea.

## Jugabilidad
El juego ofrece interacción estratégica en tiempo real. La operación del juego es similar a los títulos anteriores de Warhammer, a excepción de las nuevas unidades aéreas que no siguen estas reglas, y las nuevas características del juego de campaña.
A cada raza se le asigna una nueva unidad aérea que no obedece la regla normal de participación en la serie Dawn of War. Estas unidades son en su mayoría especialistas en atacar y destruir vehículos y/o infantería enemigos.

### Campaña
El conflicto de Kaurava comenzó después de una aparición repentina de una Tormenta de Disformidad cerca de Kaurava IV. Las nueve facciones fueron atraídas para investigar el sistema con sus propias flotas e intenciones conflictivas. Sin embargo, la Tormenta de Disformidad causó estragos en sus interfaces de navegación, encallando en los cuatro planetas y tres lunas del sistema. Las nueve facciones se ven obligadas a luchar entre los planetas para finalmente conquistar el sistema planetario y descubrir la razón de la tormenta warp.
La razón de la Tormenta Disformidad, como se explicó después de la conquista de las Fuerzas del Caos, comenzó con un Guardia Imperial ignorante con genes psíquicos latentes a los que los Dioses del Caos le susurraron, diciéndole que preparara un ritual. Sus acciones inadvertidamente convocaron a la Legión Alfa al Sistema Kaurava, iniciando así el conflicto.
Al igual que su predecesora Dark Crusade, Soulstorm presenta una "meta campaña" que presenta 31 territorios repartidos en cuatro planetas y tres lunas.
Sin embargo, una diferencia es que, a diferencia de Dark Crusade, no hay bases persistentes. Una vez que el jugador conquista una provincia, las estructuras base que el jugador ha acumulado no estarán presentes en futuros conflictos. Esto se puede remediar reforzando las provincias con edificios y unidades entre batallas, o estableciendo una base de avanzada usando la capacidad del ejército de las Hermanas de Batalla. Cada Fortaleza tiene una habilidad única, cada raza comienza con esa habilidad.
Otra diferencia es que la fuerza de un ejército enemigo atacante ya no se basa en la fuerza de la provincia a la que atacan, sino en el tamaño de su ejército.
El destino del Sistema Kaurava depende de las acciones tomadas por las distintas facciones que peleaban por él, pero los únicos detalles conocidos sobre el final canónico surgieron inicialmente del diálogo en la continuación, Warhammer 40.000: Dawn of War II. El sargento explorador Cyrus declara que la campaña de Kaurava fue un fracaso, y que la mayoría de los Cuervos Sangrientos liderados por el Capitán Indrick Boreale fueron aniquilados, lo que le costó al capítulo la mitad de su personal en una sola campaña. Como resultado, los Cuervos Sangrientos severamente poco calificados no pueden darse el lujo de perder sus mundos de reclutamiento en el subsector Aurelia y deben defenderlos a toda costa. Se revela en Dawn of War III que los Orkos liderados por Gorgutz fueron los vencedores canónicos y los responsables de la derrota de Indrick Boreale, pero Gorgutz se aburrió con la conquista y más tarde iría a Ciprus Ultima para servir bajo Gitstompa después de oír hablar del planeta Acheron mientras luchaba contra los Eldar en el Sistema Kaurava. Aunque esto contradice la victoria de los orkos que termina en el juego cuando el epílogo de victoria de la facción orka declara que justo después de ganar Gorgutz dirigió su propia "campaña de conquista galáctica" que fue "escenificada" de Kaurava con las fuerzas que organizó en Kaurava y equipadas con las armas hecho en "campos de fábricas orkish" sus orkos construidos para este "propósito" después de conquistar el sistema.

### Multijugador
El modo multijugador sigue siendo el mismo que en los títulos anteriores, y los jugadores tienen la posibilidad de jugar a través de LAN o en la red GameSpy. Se ha agregado un nuevo sistema de 'medalla' que proporciona recompensas para ciertos hitos de los jugadores (proporción de muertes de 5 a 1, etc.), pero no hay forma de ver la colección completa de medallas que un jugador ha ganado. Se supone que este problema se resolverá cuando se publique un parche oficial junto con otras correcciones de fallas y correcciones al juego, como el problema actual que restringe que ciertas masas de jugadores se unan a los juegos multijugador en línea.

## Desarrollo
Warhammer 40,000: Dawn of War - Soulstorm fue desarrollado por Iron Lore Entertainment como la tercera expansión de Warhammer 40,000: Dawn of War. El 13 de enero de 2008, Relic lanzó una demo de 1,12 GB de Soulstorm en varios sitios web de juegos. La demostración permite a los jugadores jugar un tutorial, así como una escaramuza y un mapa de escenarios como los Eldar Oscuros. Las pantallas de carga de la demostración también muestran las nuevas unidades de vuelo adicionales agregadas en la expansión. El escenario de demostración simula un asalto al bastión de los Marines Espaciales si uno jugaba contra los Eldars Oscuros en el juego de campaña.
El 4 de marzo de 2008, Soulstorm fue lanzado primero en el mercado de América del Norte, algunos días más tarde en cualquier otro lugar. Después del final del soporte oficial de parches, la comunidad del juego continuó el soporte con parches no oficiales propios.

## Recepción
| Soulstorm               |      |         |
| Pagina                  | País | Puntaje |
| Eurogamer               | US   | 6/10    |
| GameSpot                | US   | 65 %    |
| IGN                     | US   | 70 %    |
| Jeuxvideo.com           | FR   | 16/20   |
| Compilación de puntajes |      |         |
| Metacritic              | US   | 73 %    |
| GameRankings            | US   | 74,2 %  |

Soulstorm recibió críticas generalmente mixtas a positivas de los críticos. A partir de noviembre de 2012, el juego tuvo un puntaje promedio de 74% basado en 35 revisiones en la página de comentarios GameRankings. En Metacritic, el juego tuvo un puntaje promedio de 73 de 100, basado en 37 revisiones, indicando críticas mixtas o promedio. IGN le dio al juego una puntuación de 7 sobre 10, citando un juego sólido pero sin nada innovador.